# Вейс-Ксенофонтова, Зинаида Григорьевна
Зинаида Григорьевна Вейс-Ксенофонтова (урожд. Архарова) (24 октября 1888 — 21 октября 1961) — советский учёный-сейсмолог, основатель и первый директор сейсмической станции Свердловска.

Студентка Бестужевских курсов

## Биография
Родилась в селе Брейтово Мологского уезда Ярославской губернии в семье медицинского фельдшера Григория Андреевича Архарова.
Окончила Мологскую городскую гимназию (1907, с золотой медалью) и физико-математический факультет высших женских Бестужевских курсов в Петербурге (1913).
Весной 1913 года Императорская Академия наук за отличную учёбу и ответственную работу доверила молодой выпускнице установку сейсмических приборов в Екатеринбурге.
С 1913 по 1955 год — директор сейсмической станции Екатеринбурга (Свердловска). Не прекращала работу ни в период Гражданской войны, ни во время Великой Отечественной войны.
В 1914 году стала женой научного сотрудника Эвальда Вейса. Овдовев, в 1927 году вторично вышла замуж, отсюда двойная фамилия — Вейс-Ксенофонтова.
В 1946 году присвоено звание кандидата физико-математических наук без защиты диссертации.
Награждена орденами Ленина (1953) и «Знак Почёта».
В 1955 году вышла на пенсию, передав руководство сейсмической станцией Инге Константиновне Силиной (заведовала до своей смерти в 2007 году).
Скончалась 21 октября 1961 года. Похоронена на Широкореченском кладбище Екатеринбурга.

### Семья
Первый муж — Эвальд Флорентинович Вейс (? — 1919), потомственный инженер. Дети:
- Ольга, окончила железнодорожный институт
- Дочь Татьяна Эвальдовна Вогулкина (1916—2011) — педиатр, доктор медицинских наук, профессор СГМИ[4]
- Сын Юрий Эвальдович Вейс (01.09.1918 — 14.04.1983) — с 1946 года, после возвращения с фронта, до своей смерти в 1983 году работал на сейсмической станции вычислителем, потом — старшим лаборантом. Похоронен на Сибирском кладбище Екатеринбурга.

Второй муж (с 1927 года) — Алексей Иванович Ксенофонтов.

## Публикации
- Вейс-Ксенофонтова З. Г., Попов В. В. К вопросу о сейсмической характеристике Урала. — М.-Л.: АН СССР, 1940. — 68 с.